# Gare de Vassylkiv I
La gare de Vassylkiv  I (en ukrainien : Васильків I (Васильків-Перший), est une gares ferroviaire à Kalynivka (raïon de Fastiv) en Ukraine.

## Situation ferroviaire
Elle est exploitée par le réseau Pivdenno-Zakhidna zaliznytsia.

## Histoire
Elle fut ouverte en 1876 sur la ligne Fastiv I - Gare de Kyiv-Volynskyi.

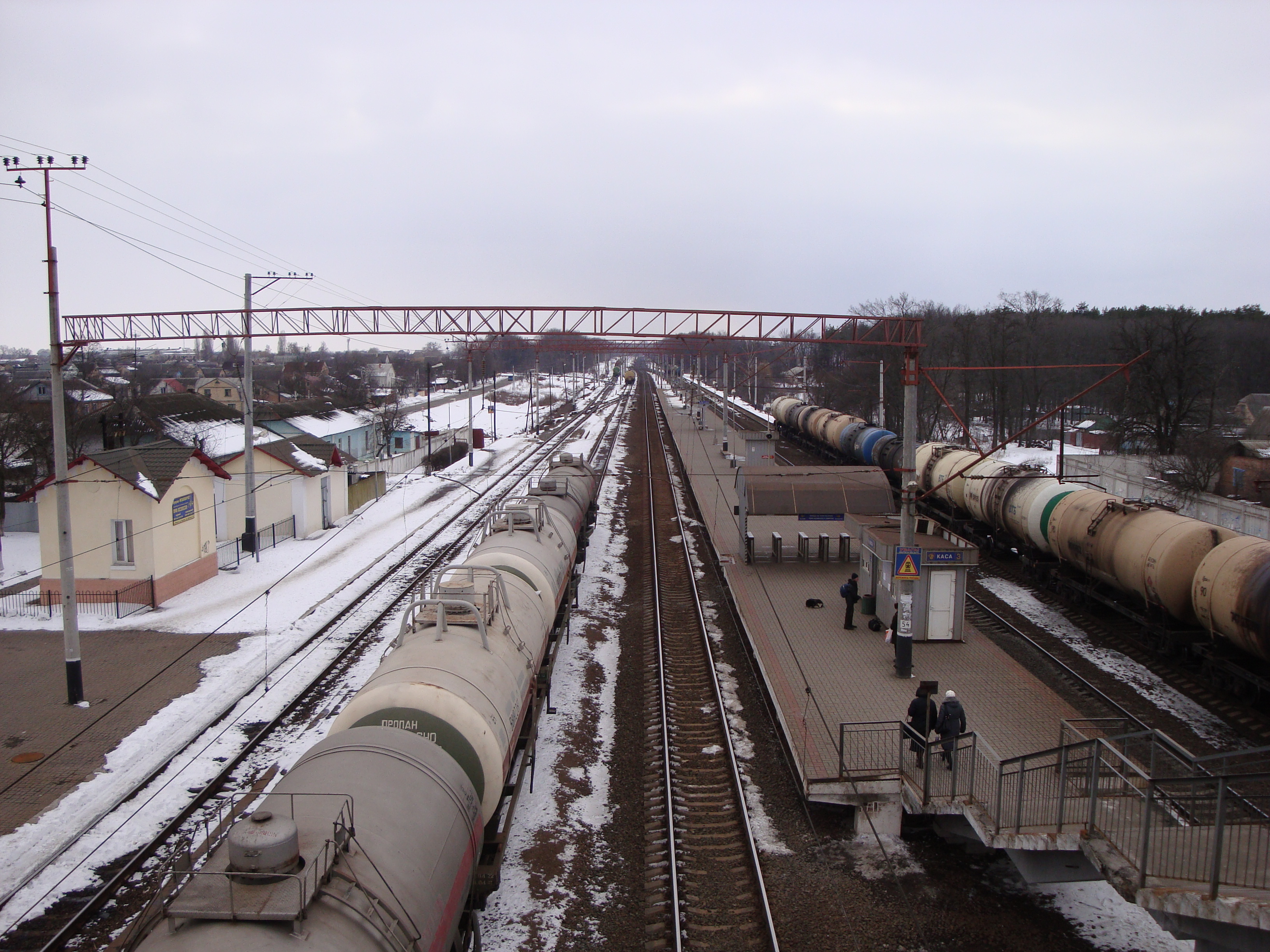
Vue sur les voies.

### Accueil

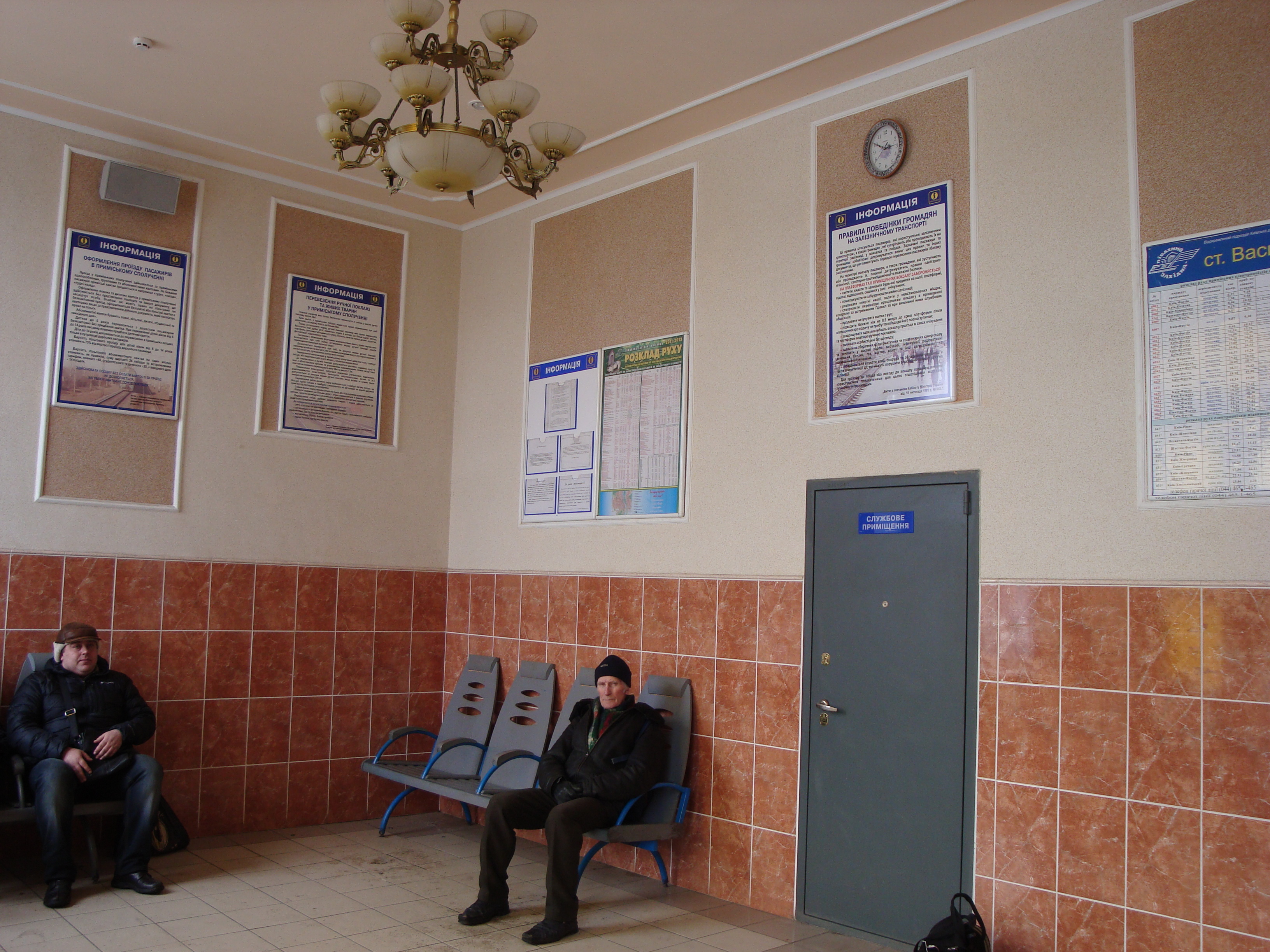
La hall passagers.